# Кароль Метс
Кароль Метс (ест. Karol Mets, нар. 16 травня 1993, Вільянді) — естонський футболіст, центральний захисник клубу «Санкт-Паулі» і національної збірної Естонії.

## Клубна кар'єра
Народився 1993 року у містечку Вільянді, займався футболом у структурі місцевого клубу «Тулевик». У дорослому футболі дебютував 2009 року виступами за другу команду цього ж клуб, в якій того року взяв участь у 28 матчах другого естонського дивізіону. 2010 року грав на тому ж рівні за «Валга Ворріор».
2011 року став гравцем талліннської «Флори», в якій з наступного сезону став основним гравцем захисної лінії. Загалом за чотири роки взяв участь у 130 іграх команди в усіх турнірах.
З 2015 року два з половиною сезони захищав кольори клубу «Вікінг» з норвезького вищого дивізіону. Із Серпня 2017 по березень 2019 грав у Нідерландах, де був серед основних оборонців клубу «НАК Бреда». 
14 березня 2019 року уклав трирічний контракт з чинний на той час чемпіоном Швеції клубом АІК.

## Виступи за збірні
2010 року дебютував у складі юнацької збірної Естонії (U-19), загалом на юнацькому рівні взяв участь у 32 іграх.
Протягом 2012–2014 років залучався до складу молодіжної збірної Естонії. На молодіжному рівні зіграв у 20 офіційних матчах.
З 2013 року захищає кольори національної збірної Естонії.

## Статистика виступів

### Статистика клубних виступів
Станом на 1 серпня 2017 року
| Сезон               | Клуб                | Чемпіонат           | Чемпіонат | Чемпіонат | Національний кубок | Національний кубок | Національний кубок | Континентальні кубки | Континентальні кубки | Континентальні кубки | Суперкубки | Суперкубки | Суперкубки | Усього | Усього |
| Сезон               | Клуб                | Ліга                | Ігор      | Голів     | Ліга               | Ігор               | Голів              | Ліга                 | Ігор                 | Голів                | Ліга       | Ігор       | Голів      | Ігор   | Голів  |
| ------------------- | ------------------- | ------------------- | --------- | --------- | ------------------ | ------------------ | ------------------ | -------------------- | -------------------- | -------------------- | ---------- | ---------- | ---------- | ------ | ------ |
| 2009                | «Тулевик-2»         | 2Л                  | 28+1      | 3+0       | -                  | -                  | -                  | -                    | -                    | -                    | -          | -          | -          | 29     | 3      |
| 2010                | «Валга Ворріор»     | 2Л                  | 3         | 1         | КЕ                 | ?                  | ?                  | -                    | -                    | -                    | -          | -          | -          | 3+     | 1+     |
| 2011                | «Флора»             | МЛ                  | 16        | 1         | КЕ                 | 3                  | 1                  | ЛЧ                   | 0                    | 0                    | СК         | 1          | 0          | 20     | 2      |
| 2012                | «Флора»             | МЛ                  | 32        | 4         | КЕ                 | 3                  | 0                  | ЛЧ                   | 2                    | 0                    | СК         | 0          | 0          | 37     | 4      |
| 2013                | «Флора»             | МЛ                  | 32        | 2         | КЕ                 | 1                  | 0                  | ЛЄ                   | 2                    | 0                    | -          | -          | -          | 35     | 2      |
| 2014                | «Флора»             | МЛ                  | 35        | 0         | КЕ                 | 3                  | 0                  | -                    | -                    | -                    | -          | -          | -          | 38     | 0      |
| Усього за «Флору»   | Усього за «Флору»   | Усього за «Флору»   | 115       | 7         |                    | 10                 | 1                  |                      | 4                    | 0                    |            | 1          | 0          | 130    | 8      |
| 2011                | «Флора-2»           | 2Л                  | 17        | 1         | -                  | -                  | -                  | -                    | -                    | -                    | -          | -          | -          | 17     | 1      |
| 2012                | «Флора-2»           | 2Л                  | 2         | 2         | -                  | -                  | -                  | -                    | -                    | -                    | -          | -          | -          | 2      | 2      |
| Усього за «Флору-2» | Усього за «Флору-2» | Усього за «Флору-2» | 19        | 3         |                    | -                  | -                  |                      | -                    | -                    |            | -          | -          | 19     | 3      |
| 2015                | «Вікінг»            | ЕС                  | 28        | 0         | КН                 | 6                  | 0                  | -                    | -                    | -                    | -          | -          | -          | 34     | 0      |
| 2016                | «Вікінг»            | ЕС                  | 29        | 0         | КН                 | 3                  | 0                  | -                    | -                    | -                    | -          | -          | -          | 32     | 0      |
| січ.-лип. 2017      | «Вікінг»            | ЕС                  | 15        | 0         | КН                 | 2                  | 0                  | -                    | -                    | -                    | -          | -          | -          | 17     | 0      |
| Усього за «Вікінг»  | Усього за «Вікінг»  | Усього за «Вікінг»  | 72        | 0         |                    | 11                 | 0                  |                      | -                    | -                    |            | -          | -          | 83     | 0      |
| Усього за кар'єру   | Усього за кар'єру   | Усього за кар'єру   | 237+1     | 14+0      |                    | 21+                | 1+                 |                      | 4                    | 0                    |            | 1          | 0          | 264+   | 15+    |

## Титули і досягнення
- Чемпіон Естонії (1):

«Флора»: 2011
- Володар Кубка Естонії (1):

«Флора»: 2012–13
- Володар Суперкубка Естонії (2):

«Флора»: 2011, 2012
- Чемпіон Швейцарії (1):

«Цюрих»: 2021–22